# Eugnosta euglypta
Eugnosta euglypta es una especie de polilla de la tribu Cochylini, familia Tortricidae.
Fue descrita científicamente por Meyrick en 1927.

## Distribución
Se encuentra en Ruanda y Uganda.